# Maškaráda (Lermontov)
Maškaráda (1836, Mаскарад) je veršovaná tragédie ruského romantického básníka, dramatika a prozaika Michaila Jurjeviče Lermontova (1814–1841).
Lermontov dopsal Maškarádu pět let před tím, než byl na Kavkaze zastřelen v souboji. Text hry několikrát upravoval a přepisoval, přesto však nikdy nevyhověl požadavkům cenzury, takže nebyla za jeho života na jevišti uvedena (první provedení bylo povoleno až roku 1862). Bylo tomu tak především proto, že hra nebyla jen tragédií lásky, žárlivosti a msty, ale že v ní Lermontov velmi přesvědčivě zachytil období po nevydařeném děkabristickém povstání proti carovi Mikuláši I., kdy téměř všechny intelektuální a kulturní výboje, které směřovaly k individualismu a novátorství, byly vnímány jako ohrožení obecného klidu. Společenská smetánka té doby, uzavřená do vlastního „polosvěta“, aby si sama pro sebe vytvořila alespoň zdání normálnosti, si nasazovala masky nahrazující skutečnost bizarností, jejíž součástí bylo také dodržování nejrůznějších pokryteckých pravidel, zatímco jiná, pro společnost mnohem důležitější, byla úplně ignorována. Lermontov ve své hře zachytil charaktery lidí, kterým takováto společenská atmosféra vyhovovala nejvíc, tj. lidí, kteří byli schopni a ochotni bez skrupulí využít jakékoliv situace pro svůj prospěch a neohlíželi se přitom téměř na nic.

## Děj hry

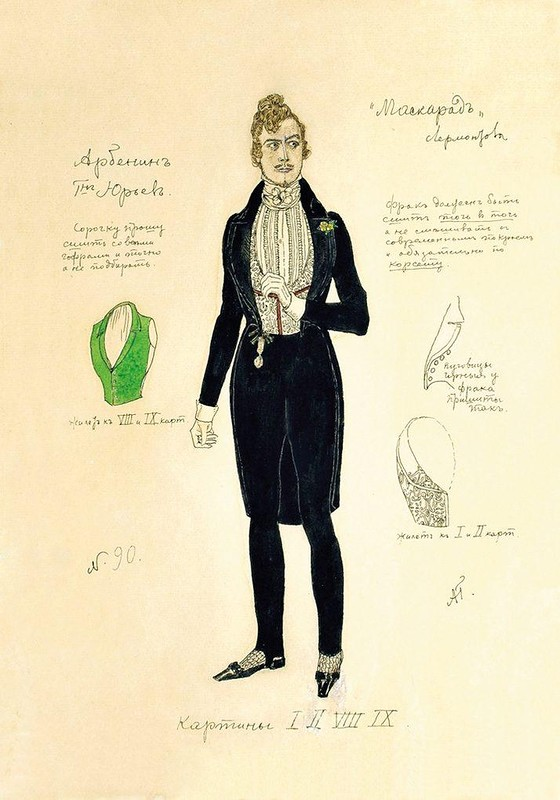
Arbenin podle Alexandra Jakovleviče Golovina

Zápletka hry je velmi jednoduchá. Baronesa Štralová se zamilovala do knížete Zvjozdiče, ale protože jí pokrytecká morálka petrohradské smetánky nedovolovala, aby dala své city najevo zpříma, využila maškarního plesu, a pod maskou, aby ji kníže nepoznal, mu vyznala své city. Jako jejich důkaz mu darovala náramek, který předtím nalezla náhodou na zemi. Indiskrétní kníže všude veřejně maskovanou ženu hledal a ukázal darovaný náramek také knížeti Arbeninovi. Ten je ústřední postavou hry. Jde o typického romantického hrdinu, na jedné straně citově vyprahlého a na straně druhé plného nejrůznějších běsů, stínů a vášní. Arbenin je bohatý muž, bývalý hazardní hráč znuděný životem, který na své cestě k bohatství a úspěchu využíval hlavně svou bezohlednost, chytrost a dravost, a který se na radu svých přátel oženil s mladou a krásnou Ninou. Ta v něm vzbudila velkou lásku a stala se středem jeho života. Nyní v náramku poznal jeden z jejích šperků. Zachvátilo ho zoufalství, zloba a nedůvěra k vlastní ženě, a to tak silně, že odmítl uvěřit prostému vysvětlení celé věci, totiž že Nina svůj šperk nešťastnou náhodou na plese ztratila. Běsi Arbeninova nitra, kteří se zdáli utišeni a zapomenuti, byli znovu probuzeni. Pod tlakem dalším náhod, nedorozumění a také cílených pomluv se v podstatě nicotná událost změnila v tragédii. Arbenin, hnán nepříčetnou žárlivostí, otrávil svou ženu zmrzlinou. Když se pak vše vysvětlilo, Arbenin zešílel.
Kníže Arbenin není jednoznačná postava. Přes svou silně zápornou roli v dramatu totiž nikdy nepůsobí pouze jako člověk, který uctívá zlo. Je to také člověk niterně osamělý, kterému nakonec zbude jen pocit, že se kromě sebe samotného nemůže opřít o nic a o nikoho. Pro jeho činy lze těžko najít omluvu, ale přesto se nelze zbavit pocitu, že i on je svým způsobem člověkem trpícím.

## Filmové adaptace
- Mаскарад (Maškaráda), Sovětský svaz 1941, režie Sergej Gerasimov,
- Maskerata (Maškaráda), Jugoslávie 1968, režie Ivan Hetrichj, televizní film,
- Mаскарад (Maškaráda), Sovětský svaz 1981, režie Michail Kozakov, televizní film.

## Česká vydání
- Maškarní ples, Jan Otto, Praha 1929, přeložil František Táborský,
- Výbor z díla II. - Kněžna Ligovská, Hrdina naší doby, Maškaráda, Svoboda, Praha 1951, přeložil Emanuel Frynta, Ivan Hálek, Bohuslav Ilek a Zdenka Vovsová,
- Maškaráda, Osvěta, Praha 1952, přeložil Emanuel Frynta, znovu Orbis, Praha 1963 a DILIA, Praha 1970.
- Maškaráda, Dva bratři, Odeon, Praha 1971, přeložili Emanuel Frynta a Zdenka Bergrová.